# Hälsinglands tingsrätt
Hälsinglands tingsrätt (till 1 november 2022 Hudiksvalls tingsrätt) är en tingsrätt i Sverige med säte i Hudiksvall. Tingsrättens domkrets omfattar kommunerna Bollnäs, Hudiksvall, Ljusdal, Nordanstig, Ovanåker och Söderhamn. Tingsrätten med dess domkrets ingår i domkretsen för Hovrätten för Nedre Norrland.

## Administrativ historik
Vid tingsrättsreformen 1971 bildades denna tingsrätt i Hudiksvall av häradsrätten för Norra Hälsinglands domsagas tingslag. Domkretsen bildades av tingslaget och delar ur Sydöstra Hälsinglands domsagas tingslag. 1971 omfattade domsagan Hudiksvalls och de kommuner som 1974 uppgick i Nordanstigs kommuner.
1 oktober 2000 upphörde Ljusdals tingsrätt och ur den domsagan övergick till denna domsaga Ljusdals kommun.
31 oktober 2005 upphörde Bollnäs tingsrätt och ur den domsagan övergick till denna domsaga Bollnäs, Ovanåkers och Söderhamns kommuner.
Tingsrätten hade tidigare ett tingsställe i Söderhamn som avvecklades under 2019.
Den 1 november 2022 ändrades tingsrättens namn från Hudiksvalls tingsrätt till Hälsinglands tingsrätt.
Tingshuset från 1909 användes till hösten 2022 då inflyttning i ett nytt tingshus skedde.

## Lagmän
- 1971–1975: Wolrath Larsson
- 1975–1993: Torsten Dalhem
- 1993–2002: Bertil Bodén
- 2002–2017: Christer Forsberg (tillförordnad till 2005)
- 2017–2023: Christian von Szalay
- 2025–: Vendela Enmarker